# قرش ملاك منشاري الظهر
قرش ملاك منشاري الظهر (الاسم العلمي:  Squatina aculeata) وهو أحد أنواع القرش الملاك

## القياسات
يبلغ طول القرش البالغ من هذا النوع 100 - 124 سم وقد يصل إلى 188 سم.

## المظهر
اللون: له لون رمادي باهت وظهره بني فاتح منقط بالكاد بعدد قليل من النقط البيضاء المنتشرة بشكل عشوائي ونقاط بنية غامقة منتشرة بانتظام. ليس لديه عين بسيطة، يمتاز بعدد من الرقع الغامقة على الرأس والظهر وقاعدة الزعانف والذيل.
الجسم: لديه أشواك كبيرة على الرأس وتمتد إلى أخر الظهر. وكما لديه تقعر بين العين والمنتفسات أصغر ب 1.5 مرة من طول العين. له العديد من حساسات مهدبة تنفسية وواجهات تنفسية أمامية.

## التوزع والمدى
شرق الأطلسي، غرب المتوسط، المغرب، السينيغال، غينيا وأنغولا. 43°N - 19°S, 18°W - 30°E.

## المناخ والموطن الطبيعي
شبه استوائي من الأنواع البحرية التي تعيش في المنحدر القاري الخارجي والمنحدر العلوي للقاع البحري. عادةً يكون في القيعان الطينية الموحلة على عمق من 30 إلى 500 متر.

## السلوك
كباقي أنواع القرش الملاك، هذا النوع هو ساكن قاعي يحاول التموه في قاع البحر من أجل الاصطياد والتغذي.

## البيولوجيا
الغذاء: يتغذى على القروش الأصغر، الأسماك العظمية، الحبار، القشريات.
التكاثر: بيوضي ولودي

## الحالة
مهدد بالانقراض بشكل حرج. وأضيف إلى اللائحة الحمراء عام 2007 بسبب فرط الاستغلال.

## التأثير على البشر
في حال تم تهديدها قد تشكل هذه القروش خطراً على البشر.

## المقاومة والحساسية
قليل المقاومة، يحتاج من 4.5 إلى 14 عاماً ليتضاعف بالعدد، يعتبر عالي إلى عالي جداً في مستوى الحساسية والضعف.